# Jurij Nečiporenko
Jurij Dmitrijevič Nečiporenko (rus. Ю́рий Дми́триевич Нечипоре́нко, pravo ime Jurij Dmitrijevič Nečipurenko, rus. Юрий Дмитриевич Нечипуренко), 4. svibnja 1956., Rovenjki, Luganska oblast - ruski prozaik, likovni kritičar, umjetnik, kulturolog, proučavatelj djela N.V. Gogolja, Aleksandra Puškina, Mihaila Lomonosova i Gajta Gazdanova. Po struci je biofizičar, doktor matematike i fizike.

## Vanjske poveznice
- Portal Hronos: Pomoščniki talantu (intervju), 18. kolovoza 2011.
- Šarčević, T., Larisa Saveljeva: 'U svijet prevođenja knjiga uvela su me 'Svećenikova djeca' Mate Matišića', Jutarnji, 16. studenog 2018.